# Philippe Boesmans
Philippe Boesmans (Tongeren, 17 mei 1936 – Brussel, 10 april 2022) was een Belgisch componist. 

## Biografie
Boesmans studeerde piano aan het Conservatorium van Luik. Als componist was hij autodidact. Hij werkte als producer voor de RTBF, met name voor het Troisième Programme, de klassieke radiozender van Franstalig België. 
Sinds 1985 was hij in residentie bij De Munt in Brussel en componeerde in opdracht meerdere opera's:
- La Passion de Gilles (1983)
- Reigen (1993) op een libretto van Luc Bondy naar een toneelstuk van Arthur Schnitzler
- Wintermärchen (1999) eveneens op een libretto van Luc Bondy
- Julie (2004); opnieuw een libretto van Luc Bondy in samenwerking met Marie-Louise Bischofberge naar het stuk Fröken Julie van August Strindberg
- Yvonne, princesse de Bourgogne
- Au Monde (2014)
- Pinocchio (2017)

Zijn oeuvre werd bekroond met onder meer de Prix Italia voor ‘Upon La-Mi’ (1971) en de Prix Honegger  (2000). Boesmans overleed na een kort ziekbed in april 2022 op 85-jarige leeftijd.

## Overige werken
De jaartallen verwijzen naar het jaar van opname.
- Etude I (1966) voor piano
- Upon la mi (1971) voor stem, hoorn en ensemble
- Fanfare I voor 2 piano's en 1 uitvoerder
- Fanfare II (1973) voor orgel
- Ricercar sconvolte voor orgel
- Intervalles II voor orkest
- Sur mi voor 2 piano's, elektrisch orgel, crotaal (kleine cimbalen) en tamtam
- Pianoconcerto (1978)
- Intevalles III (1978) voor mezzosopraan en orkest
- Eléments/Extensions (1978) voor piano en ensemble
- Intrusion (1978) voor sologitaar
- Attitudes (1980) een muzikaal spektakel voor stem en ensemble
- Conversions (1982) voor orkest
- Vioolconcerto (1982)
- Cadenza (1984) voor piano
- Extases (1988) voor piano, synthesizer, tenor-tuba en ensemble
- Trakl-Lieder (1988) voor sopraan en orkest, op gedichten van Georg Trakl
- Day-dreams (1991) voor marimba en live-electronic
- Summer-dreams (1998), strijkkwartet nr 2
- Love and Dance Tunes (1998), 3 pianostukken alternerend met 4 sonnetten van Shakespeare (bariton en piano)
- Ornamento Zone (1998) voor ensemble

- Bibsys: 12010114
- Bibliothèque nationale de France: cb138916221 (data)
- CiNii: DA13164077
- Gemeinsame Normdatei: 122929071
- International Standard Name Identifier: 0000 0000 8414 0342
- Library of Congress Control Number: n82043172
- MusicBrainz: 4946f77b-6ecb-4eea-917d-dbec50c9a5de
- Nationale Bibliotheek van Israël: 987011245384705171
- Nationale en Universitaire bibliotheek Zagreb: 000699303
- Nederlandse Thesaurus van Auteursnamen: 095664009
- Réseau des bibliothèques de Suisse occidentale: 02-A003018581
- Istituto Centrale per il Catalogo Unico: BVEV015925
- Système universitaire de documentation: 03444923X
- Virtual International Authority File: 117385546
- WorldCat: E39PBJp9pWYh7CYwtqPBFVPfbd